# Christine-Koch-Weg
Der Christine-Koch-Weg ist ein 126 Kilometer langer Wanderweg des Sauerländischen Gebirgsvereins (SGV).
Er führt von Menden über Balve, Oberhundem und Erndtebrück nach Bad Laasphe und wurde nach der Esloher Lyrikerin Christine Koch benannt. Die Mundartdichterin lebte lange Zeit in Bracht. Die dortige bewirtschaftete SGV-Wanderhütte und ein Denkmal tragen ihren Namen.
Der Wanderweg fällt in die Kategorie der Hauptwanderstrecken des SGV und besitzt wie alle anderen Hauptwanderstrecken als Wegzeichen das weiße Andreaskreuz X, an Kreuzungspunkten um die Zahl 18 erweitert.